# Speicherstadt und Kontorhausviertel mit Chilehaus
Die Hamburger Speicherstadt und das Kontorhausviertel mit Chilehaus (englisch: Speicherstadt and Kontorhaus District with Chilehaus) wurde 2015 in die Liste des UNESCO-Welterbes aufgenommen.

## Begründung für die Aufnahme in die Liste der Welterbestätte
Die Speicherstadt und das angrenzende Kontorhausviertel sind zwei dicht bebaute Stadtgebiete im Zentrum der Hafenstadt Hamburg. Die Speicherstadt, die ursprünglich zwischen 1885 und 1927 auf einer Gruppe von schmalen Elbinseln entstand, wurde von 1949 bis 1967 teilweise wieder aufgebaut. Sie ist eines der größten zusammenhängenden historischen Ensembles von Hafenspeichern der Welt (300.000 m²) und umfasst 15 sehr große Lagerblöcke sowie sechs Nebengebäude und ein Verbindungsnetz kurzer Kanäle. Das an das modernistische Chilehaus angrenzende Kontorhausviertel ist ein über fünf Hektar großes Areal mit sechs sehr großen Bürokomplexen, die zwischen den 1920er und 1940er Jahren für hafenbezogene Unternehmen errichtet wurden. Der Komplex ist ein Beispiel für die Auswirkungen des raschen Wachstums des internationalen Handels im späten 19. und frühen 20. Jahrhundert.

## Sonstiges
Die Pufferzone von 57,08 Hektar um das Welterbekerngebiet dient, ähnlich dem Umgebungsschutz bei Denkmälern, einem erweiterten geografischen Betrachtungsraum, der verhindern soll, dass durch dort stattfindende Veränderungen das Welterbe selbst etwas von seiner Wirkung und den verbundenen Werten verliert.